# Carl Fredrik Inlander
Carl Fredrik Inlander, född 22 november 1744 i Stockholm, död 7 januari 1775 i Stockholm, var en svensk formgivare och modellör.
Han var son till kopvärdikaptenen och skeppmätaren Jonas Inlander och Helena Carlsson. Det finns få bevarade uppgifter om Inlanders utbildning samt verksamhet och även få av hans kända arbeten är bevarade. Han var verksam som modellör vid Rörstrands porslinsfabrik där några av hans arbeten blev signerade. Av bevarade arbeten och noteringar vet man att han i hög grad var knuten till Vetenskapsakademien. Enligt en notering fick han ett honorarium bestående av en guldjeton à 8 dukater för sin första vaxpoussering av Vetenskapsakademien på 1770-talet. Till hans mest kända arbete hör det vaxpousserade porträttet över Carl von Linné 1773. Inlander är representerad vid bland annat Nationalmuseum och Vetenskapsakademien.

## Bildgalleri

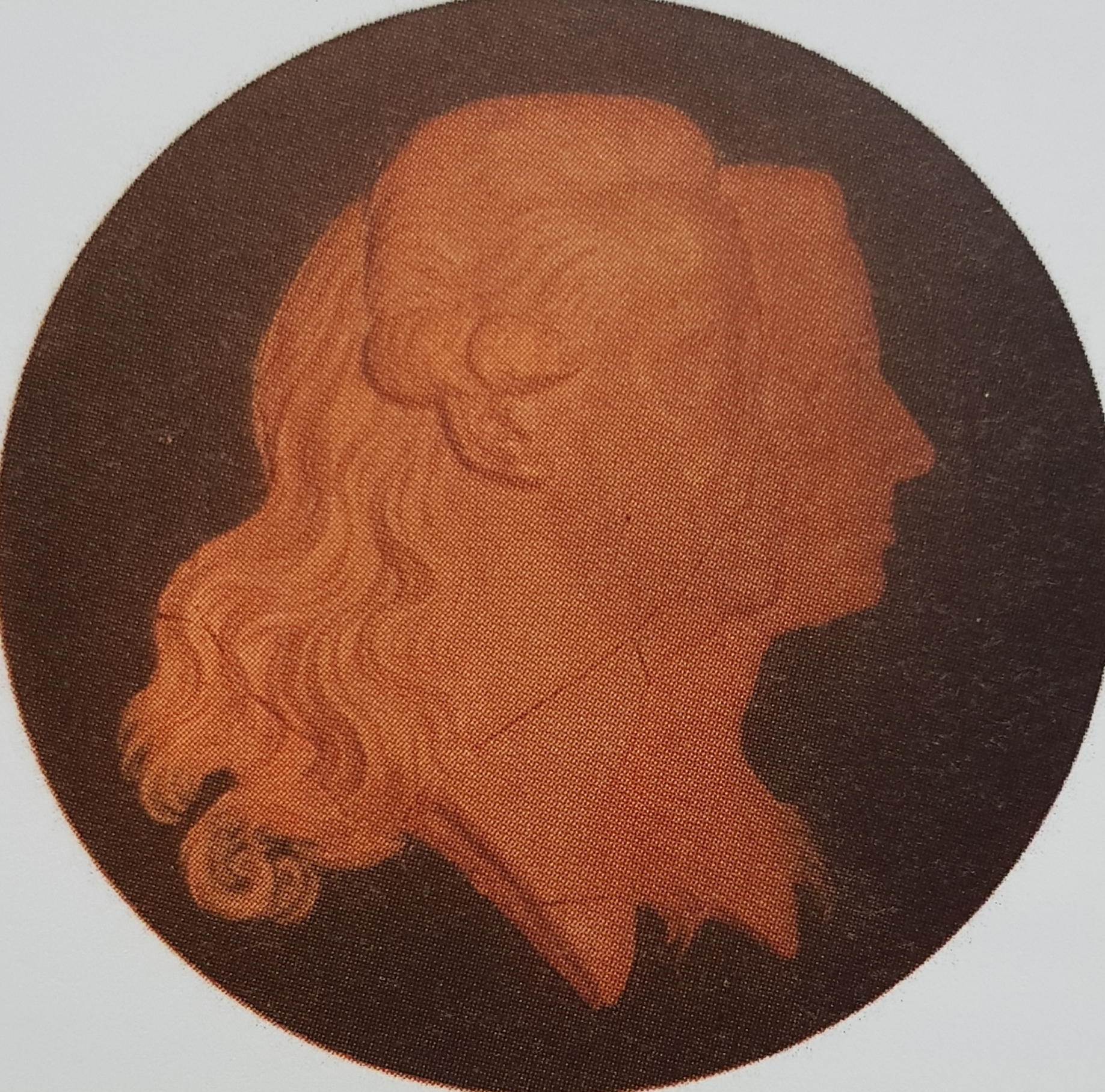
Bengt Bergius den yngre och Peter Jonas Bergius
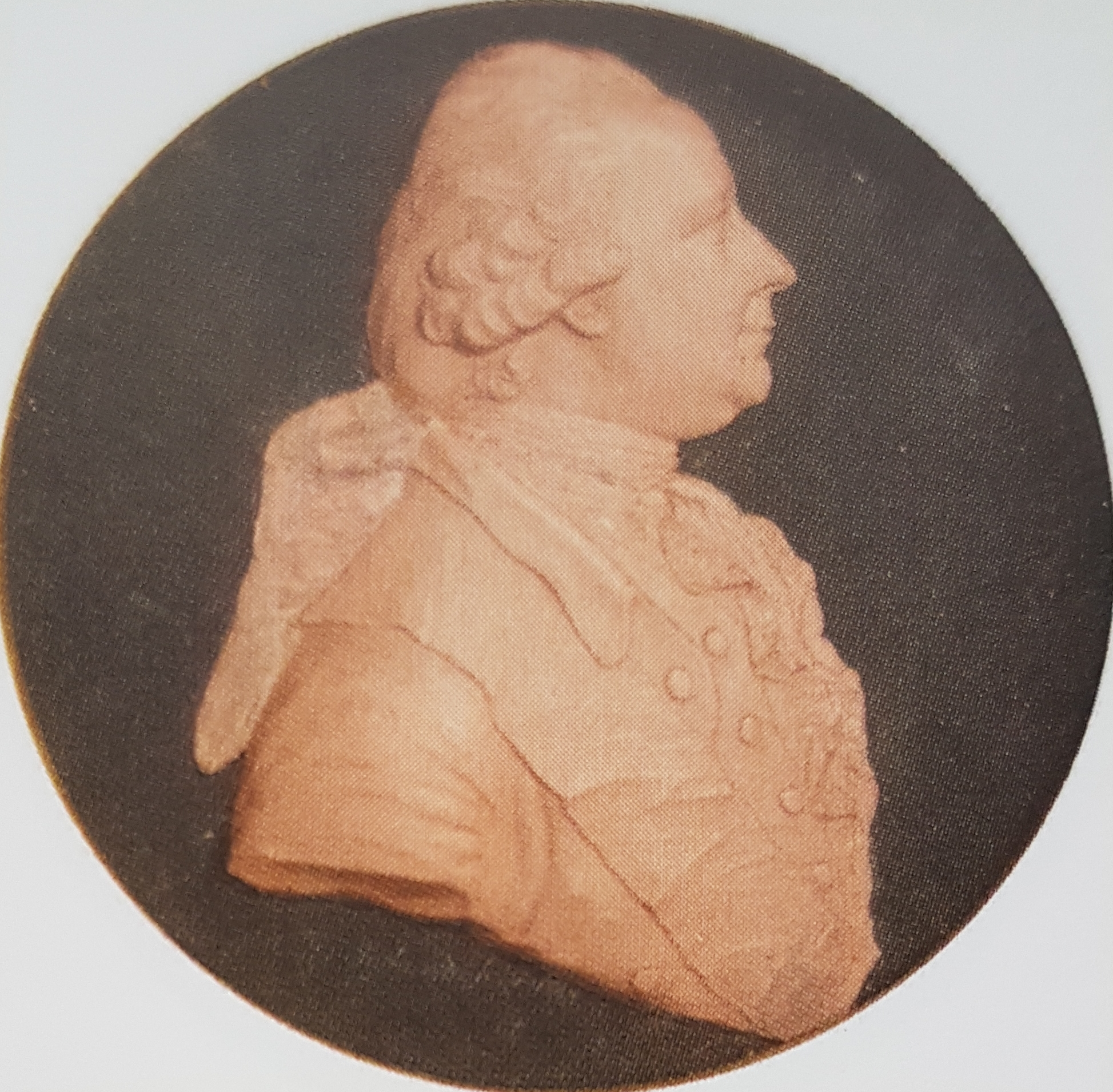
Carl Fredrik Scheffer
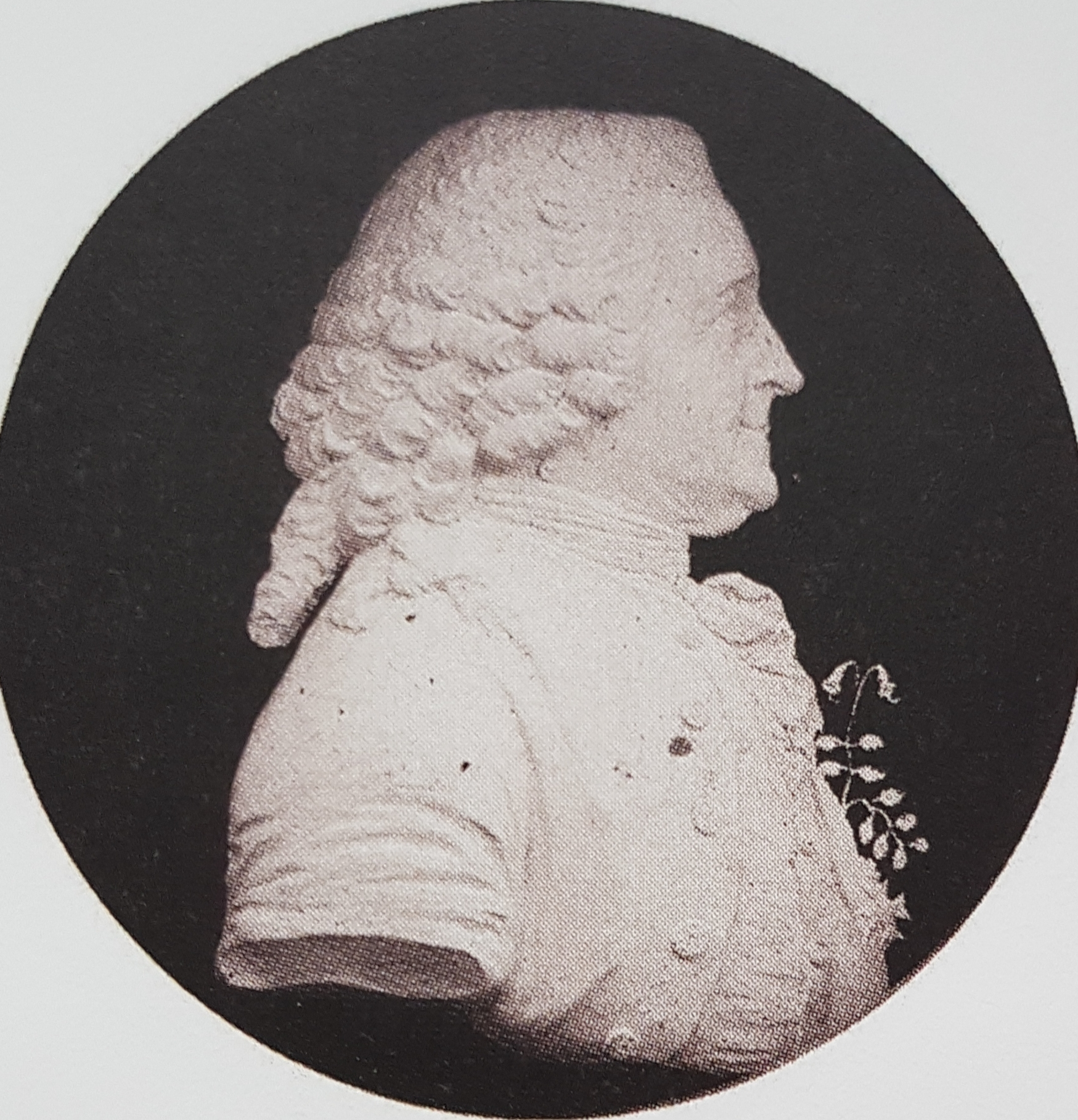
Carl von Linné